# Death Cult Armageddon
Death Cult Armageddon — шестой студийный альбом норвежской блэк-метал-группы Dimmu Borgir, выпущенный в 2003 году лейблом Nuclear Blast.
С Death Cult Armageddon начался новый стиль в холодных синих и серых цветах, который по сей день используется в стилистике альбомных рисунков, концертов, одежд Dimmu Borgir. Особенно выразительным в этом альбоме является влияние клавишных. В записи опять, как и на предыдущем альбоме, принял участие симфонический оркестр из 50-ти человек — Prague Philharmonic Orchestra. Также, это последний альбом группы (не считая перезаписанного Stormblåst), который содержит песни на норвежском языке, начиная с In Sorte Diaboli группа полностью перешла на англоязычные тексты.

## Список композиций

### Основной диск
1. «Allegiance» — 04:50
2. «Progenies of the Great Apocalypse» — 05:17
3. «Lepers Among Us» — 04:44
4. «Vredesbyrd» — 04:44
5. «For the World to Dictate Our Death» — 04:46
6. «Blood Hunger Doctrine» — 04:39
7. «Allehelgens Død I Helveds Rike» — 05:35
8. «Cataclysm Children» — 05:15
9. «Eradication Instincts Defined» — 07:12
10. «Unorthodox Manifesto» — 08:50
11. «Heavenly Perverse» — 06:32

### Бонус-диск
1. «Satan My Master» (кавер наBathory) — 2:15
2. «Burn In Hell» (кавер на Twisted Sister) — 5:05
3. «Devil’s Path» (перезаписанная версия) — 6:06
4. «Progenies of the Great Apocalypse» (оркестровая версия) — 5:15
5. «Eradication Instincts Defined» (оркестровая версия) — 7:25

## Участники записи
- Шаграт — вокал
- Силенос — гитара, вокал
- Галдер — гитара
- ICS Vortex — бас-гитара, вокал
- Мустис — клавишные
- Николас Баркер — ударные